# Droit de vote en Suisse
En Suisse, le droit de vote est régi par chacune des Constitutions et législations des cantons, en ce qui concerne l'exercice de ce droit au niveau cantonal et par la Constitution fédérale ainsi que par la loi fédérale du 17 décembre 1976 sur les droits politiques et des diverses ordonnances y relatives. Au niveau fédéral, ce droit est accordé à tout ressortissant suisse, homme ou femme, âgé de 18 ans révolus, depuis 1971. Il en est de même au niveau cantonal pour l'ensemble des ressortissants suisses depuis 1990, également, bien que le Canton de Glaris ait accordé ce droit, au niveau cantonal, dès 16 ans. 
Il existe 3 moyens de voter : à l'urne et par correspondance. Le vote électronique (par internet), en phase d’essai, est, quant à lui, à nouveau autorisé dès la votation du 18 juin 2023 dans les cantons de Bâle-Ville, de Saint-Gall et de Thurgovie. Les phases d'essai précédentes avaient été temporairement stoppées depuis 2019.

## Majorité civique
Au niveau fédéral, la majorité civique est fixée à 20 ans dès les premières élections au parlement national en 1848. L'âge de la majorité civique est abaissé à 18 ans en 1991.

## Droit de vote des femmes
Le suffrage féminin en Suisse est introduit au niveau fédéral après la votation du 7 février 1971.
Au niveau cantonal c'est dès les années 1960 que les huit premiers cantons introduisent le suffrage féminin (1959 pour Neuchâtel et Vaud) et le dernier, le canton d'Appenzell Rhodes-Intérieures, l'introduit à la suite d'une décision du Tribunal fédéral en 1991.

## Droit de vote des étrangers
Au niveau fédéral, l’exercice des droits politiques au sens strict est limité aux Suisses âgés de plus de 18 ans par la Constitution fédérale suisse. Un postulat proposant le droit de vote des ressortissants étrangers sur le plan fédéral, déposé le 4 octobre 2000 devant le Conseil national a été rejeté le 4 octobre 2001.
Dans la Constitution fédérale l’attribution de droits politiques cantonaux et communaux au-delà du seuil fédéral minimum (abaissement de l'âge de vote, extension du droit aux non-nationaux) relève de la compétence des cantons et communes. En théorie, les étrangers peuvent donc être élus au Conseil des États, l'article 150 alinea 3 de la Constitution prévoit en effet que "Les cantons édictent les règles applicables à l’élection de leurs députés au Conseil des États.".
Le canton de Neuchâtel a reconnu dès 1850 le droit de vote, mais pas d'éligibilité, des résidents étrangers aux élections municipales. Plusieurs autres cantons l'ont suivi à partir de 1980. Les étrangères et étrangers vivant dans le canton de Neuchâtel sont, depuis le 15 août 2007, éligibles sur le plan communal.